# Penicillium olsonii
Penicillium olsonii är en svampart som beskrevs av Bainier & Sartory 1912. Penicillium olsonii ingår i släktet Penicillium och familjen Trichocomaceae.   Inga underarter finns listade i Catalogue of Life.